# Baunei
Baunei is een gemeente in de Italiaanse provincie Nuoro (voormalig: Ogliastra) (regio Sardinië) en telt 3.402 inwoners (31-5-2023). De oppervlakte bedraagt 215,9 km², de bevolkingsdichtheid is 18 inwoners per km².
De gemeente Baunei staat bekend als een blauwe zone op Sardinië. Het is een van de 6 gemeenten met deze titel.
De volgende frazioni maken deel uit van de gemeente: Osulai, Santa Maria Navarrese.

## Demografie
Baunei telt ongeveer 1483 huishoudens. Het aantal inwoners daalde in de periode 1991-2001 met 4,5% volgens cijfers uit de tienjaarlijkse volkstellingen van ISTAT. sinds 2001 werden er nieuwe tellingen gehouden, het aantal inwoners is in vergelijking met de telling van 2001 met 484 inwoners gedaald. Er is sprake van een afname van het aantal inwoners in Baunei.
| Jaar | Inwoneraantal |
| ---- | ------------- |
| 1991 | 4.071         |
| 2001 | 3.886         |
| 2004 | 3.844         |
| 2011 | 3.716         |
| 2018 | 3.602         |
| 2023 | 3.428         |

## Geografie
De gemeente ligt op ongeveer 480 meter boven zeeniveau.
Baunei grenst aan de volgende gemeenten: Dorgali, Lotzorai, Talana, Triei, Urzulei.

## Externe link

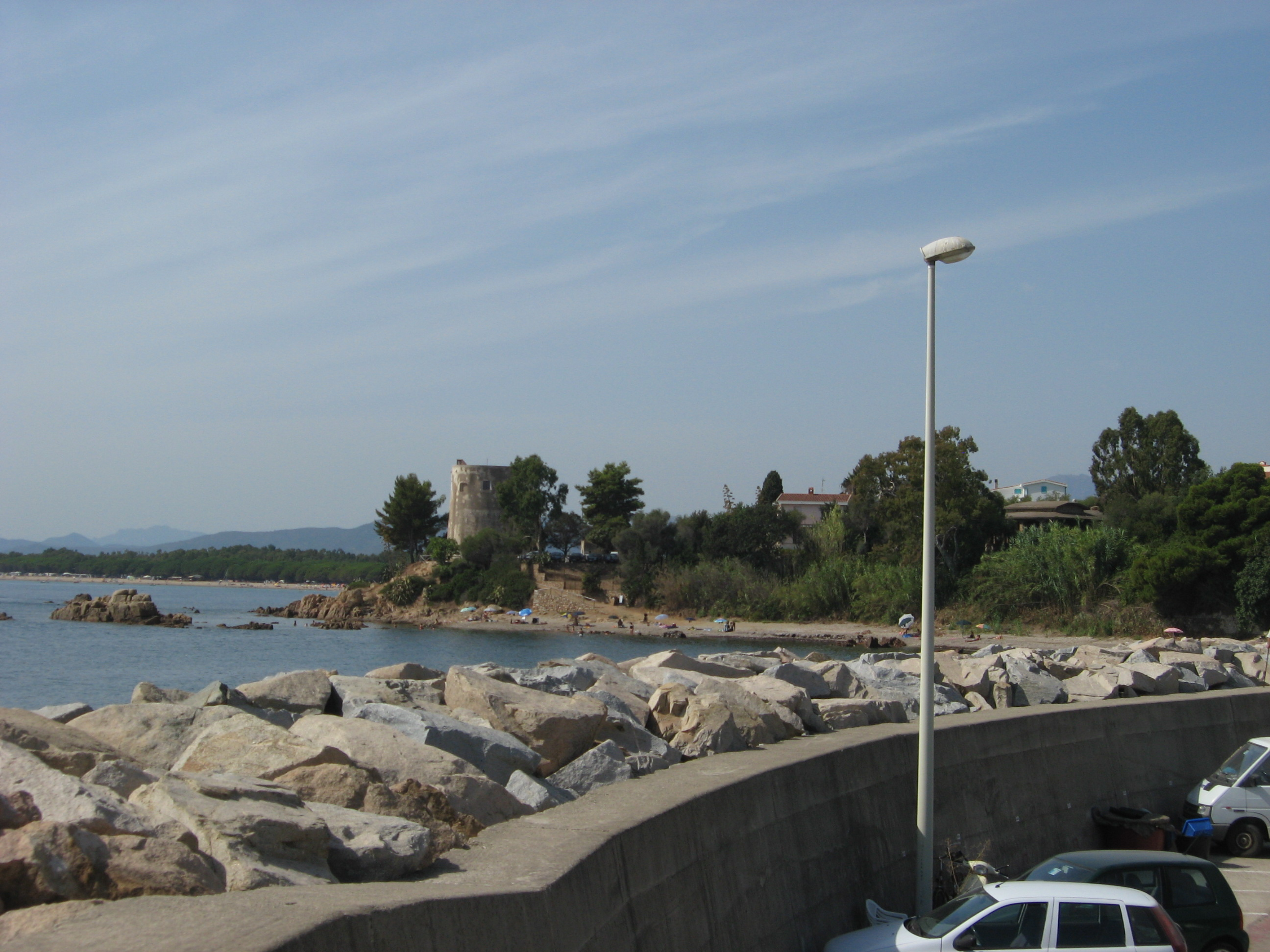
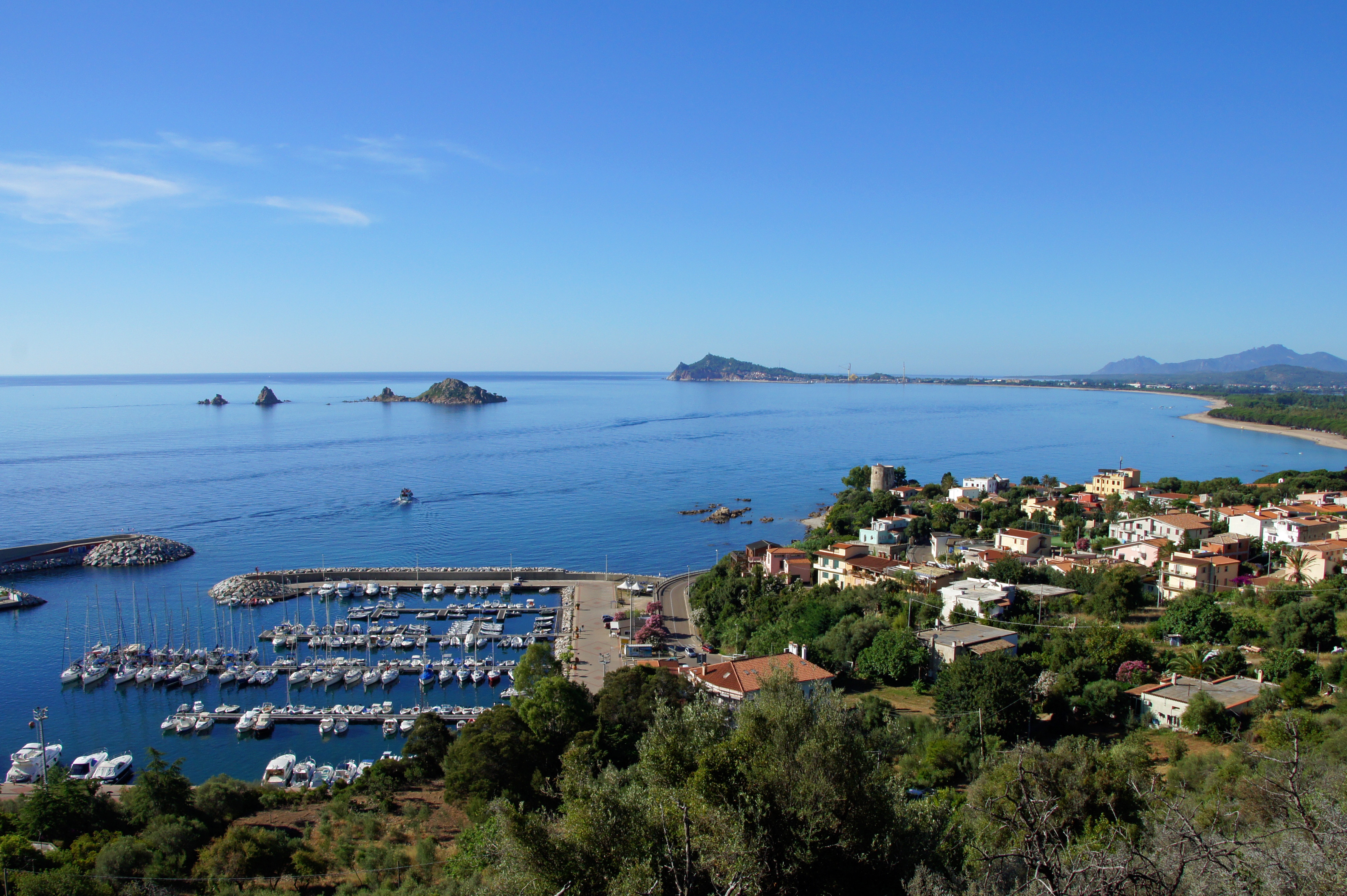
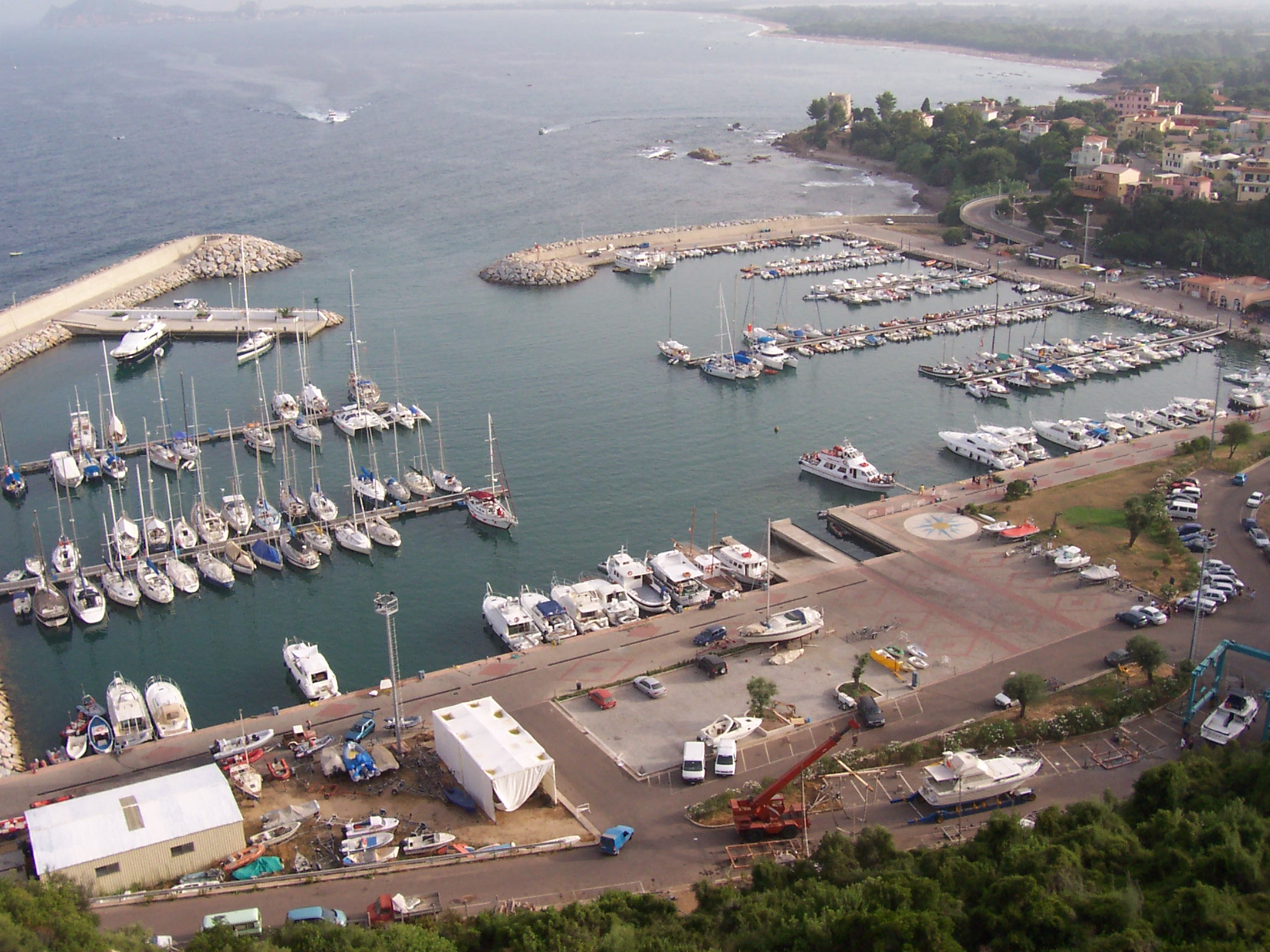